# Костел (община)
Община Костел (словен. Občina Kostel) — одна з общин Словенії. Адміністративним центром є село Фара.

## Населення
У 2011 році в общині проживало 651 осіб, 340 чоловіків і 311 жінок. Чисельність економічно активного населення (за місцем проживання), 220 осіб. Середня щомісячна чиста заробітна плата одного працівника (EUR), 887,26 (в середньому по Словенії 987.39). Приблизно кожен другий житель у громаді має автомобіль (50 автомобілі на 100 жителів). Середній вік жителів склав 49,0 роки (в середньому по Словенії 41.8). 